# Festung Oskar-Fredriksborg
Koordinaten: 59° 23′ 55″ N, 18° 26′ 7″ O

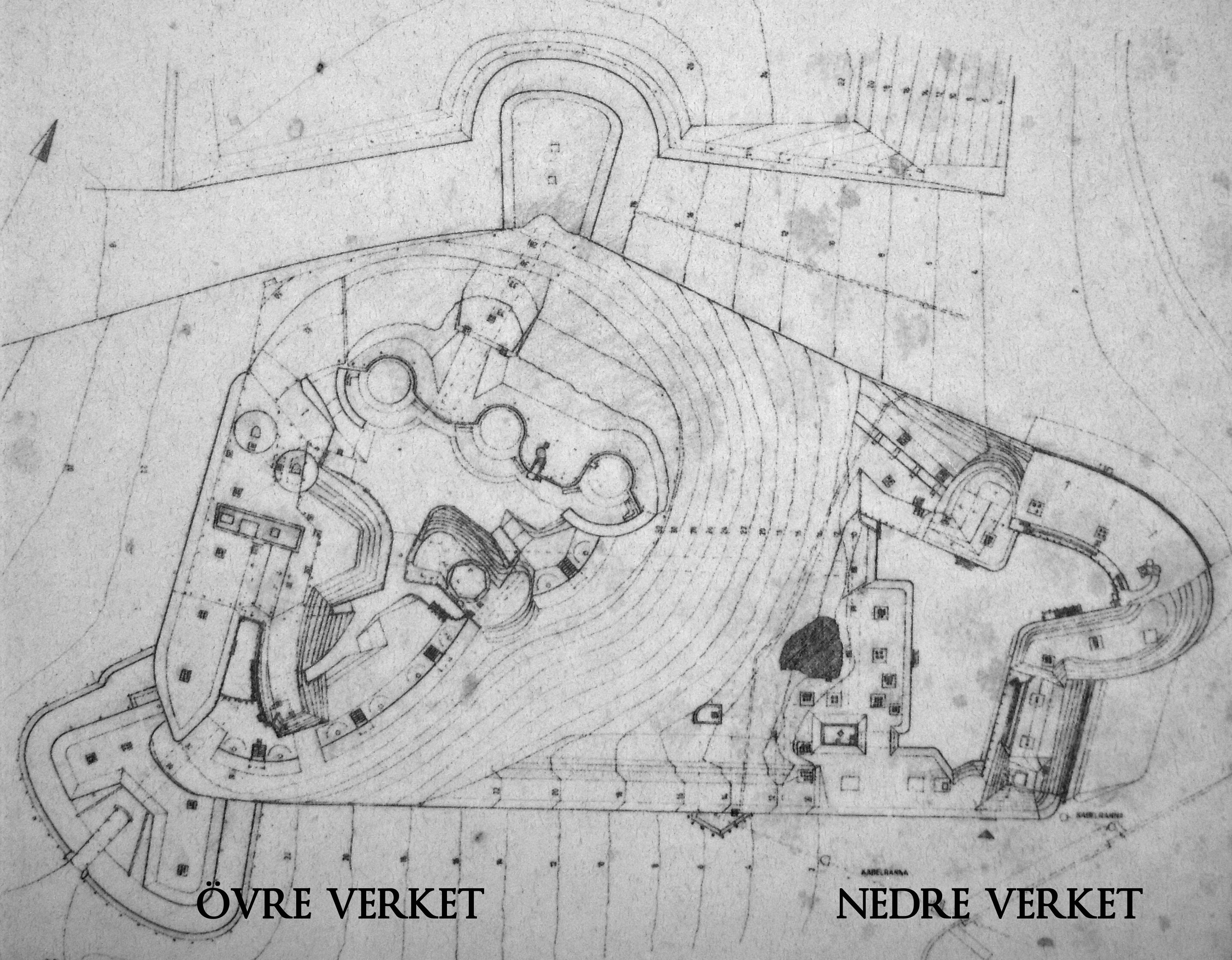
Ursprünglicher Plan der Festung. Oberer und unterer Teil

Die Festung Oskar-Fredriksborg ist eine historische Befestigungsanlage auf Ost-Rindö im Schärengarten von Stockholm in der Vaxholms kommun. Die Festung wurde in den Jahren 1870 bis 1877 errichtet und hat ihren Namen von dem Ort Oskar-Fredriksborg, welcher sich ganz in der Nähe befindet. Seit dem Jahr 2002 ist die Festung vom Statens fastighetsverk als staatliches Byggnadsminne ausgewiesen. Östlich der Festung über den Oxdjupet befindet sich die Festung Fredriksborg. Diese stammt aus dem Jahr 1735.

## Hintergrund

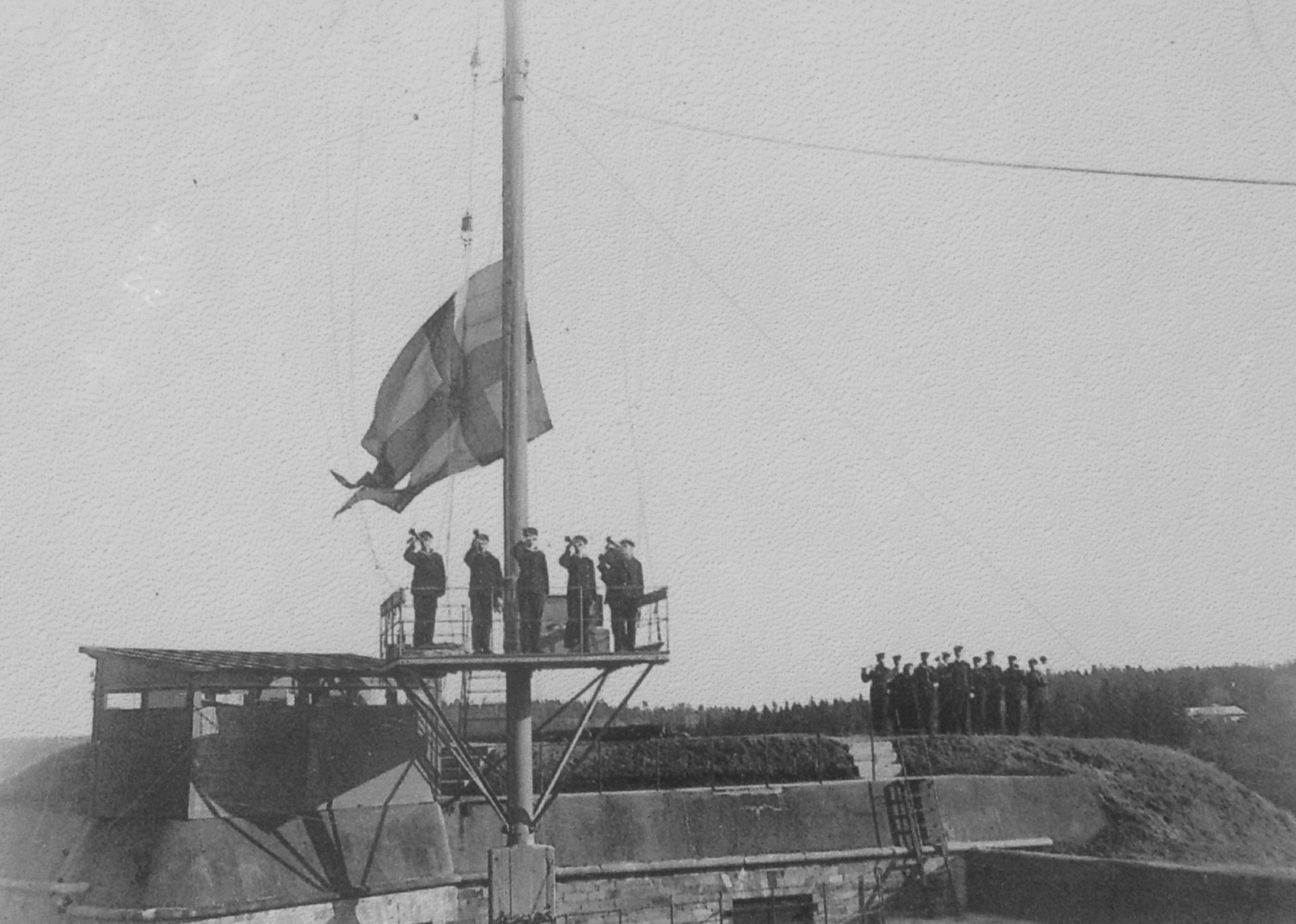
Hissung der Flagge in der oberen Festung – um 1900.

Schon sehr zeitig hatte man die militärische Bedeutung des Standortes an Rindös westlicher Seite bei Vaxholm erkannt. Ebenso an der östlichen Seite des Oxdjupet. Beide Punkte dienen schon seit langer Zeit als militärische Befestigungen. Die Festung Fredriksborg, auf der Värmdöseite des Oxdjupet, wurde während des 19. Jahrhunderts durch die umgebaute Festung Vaxholm ersetzt. Gleichzeitig wurde Oxdjupet mit Unterwasserhindernissen unpassierbar gemacht. Die großen Fortschritte in der Waffentechnik aus dieser Zeit sorgten dafür, dass die Festung Vaxholm schnell überaltert war. Außerdem war es für die neuartigen größeren Schiffe mit noch mehr Tiefgang nicht mehr möglich, den Kodjupet bei Vaxholm zu passieren.
Im Jahr 1867 wurde beschlossen, den Oxdjupet wieder für Schiffe passierbar zu machen und gleichzeitig die, bis zu diesem Zeitpunkt sehr kleine Befestigungsanlage, zu verstärken und permanent zu besetzen. Im Dezember 1869 genehmigte König Karl XV. einen Plan, sämtliche notwendigen Arbeiten im Gebiet von Vaxholm vorzunehmen. Dieser Plan wurde ab dem Mai 1870 in die Tat umgesetzt. Nach einer siebenjährigen Bauphase war die Festung Oskar-Fredriksborg fertiggestellt.
Am Ende der 1890er-Jahre wurde die Verteidigung an der Seeeinfahrt nach Stockholm sowohl im Oxdjupet als auch im Kodjupet verstärkt und ausgebaut, zum Teil mit Bunkern und Minensperren. Auf der Nordseite von Rindö wurde die Byviksbefestigung in den Berg gesprengt. Diese war mit drei 57 Millimeter- und vier 12 Zentimeterkanonen in Panzertürmen ausgestattet. Zum Schutz vor einem Angriff aus der Richtung von Värmdö wurde zwischen 1899 und 1903 die Värmdölinie angelegt. Diese bestand aus einer Vielzahl von Befestigungen und Batterien. In dieser Zeit bestand die Vaxholmslinie aus einem Gebiet, welches von Resarö im Westen bis nach Värmdö im Norden reichte. Diese Linie bestand im Einzelnen aus insgesamt 37 Batterien, beweglicher Artillerie, Minensperren und Infanterie mitsamt einer Reserve an beweglichen Verbänden.

## Bauwerk
Die Festung bestand aus einer oberen Ebene, welche in den Fels gesprengt wurde und einer unteren Ebene dicht an der Fahrrinne. Beide Ebenen waren mit einem 300 Meter langen, sprengsicheren Tunnel verbunden. Die seitlichen Gräben wurden ebenfalls aus dem Fels gesprengt und schützten die Festung vor einem Angriff durch Infanterie. Die Gräben waren mit hervorstehenden Kaponnieren ausgestattet, von denen man angreifende Truppen von der Seite her unter Beschuss nehmen konnte. Diese Kaponnieren waren ebenfalls mit unterirdischen Gängen untereinander verbunden. Die Anlage wurde zum Schutz vor Beschuss mit einer Lage Erde und Torf abgedeckt. Die Festung wurde von König Oskar II. im Mai 1877 eingeweiht.
Als Hauptbewaffnung wurden auf der oberen Ebene drei 24 Zentimeter Kanonen (M/96) auf Lafetten platziert. Sie waren jedoch, wie die Kanonen in den offenen Verteidigungsgräben, ungeschützt gegen feindliches Feuer. Auf der unteren Ebene waren die zwei Batterien und deren Kanonen durch Kasematten geschützt. Diese hatten die Schussrichtung in Richtung nördlicher Einfahrt, beziehungsweise quer über die Fahrrinne.
Im Jahr 1914 fasste der schwedische Reichstag den Beschluss, die äußere Verteidigungslinie von Vaxholm (nicht verwechselbar mit der Vaxholmslinie) im mittleren Schärengarten, in Betrieb zu nehmen. Die modernen und effektiveren Waffensysteme machten es nötig, eventuelle Angriffe zeitiger als bisher abzuwehren. Die neue Verteidigungslinie bestand aus fünf Minensperren, zwei Befestigungen sowie drei Batterien. Diese wurden zwischen 1924 und 1926 fertiggestellt.
Durch einen Beschluss im Jahr 1925, welcher eine Abrüstung beinhaltete, wurde die innere Vaxholmslinie aus den Plänen der Verteidigung gestrichen. Hiermit verloren die Festung Oskar-Fredriksborg, die Festung Vaxholm und die Festung in Värmdö ihre Funktion.

## Galerie

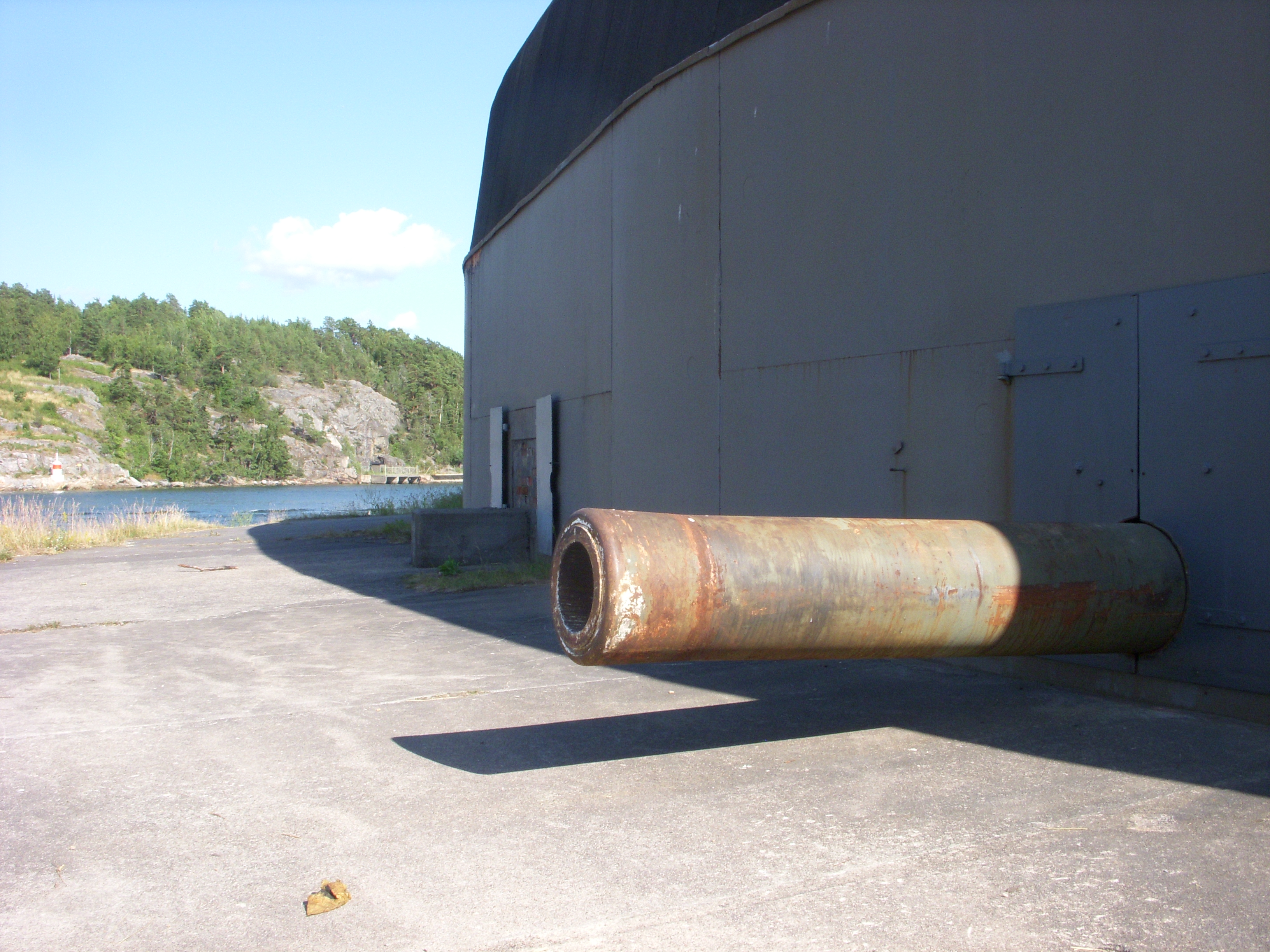
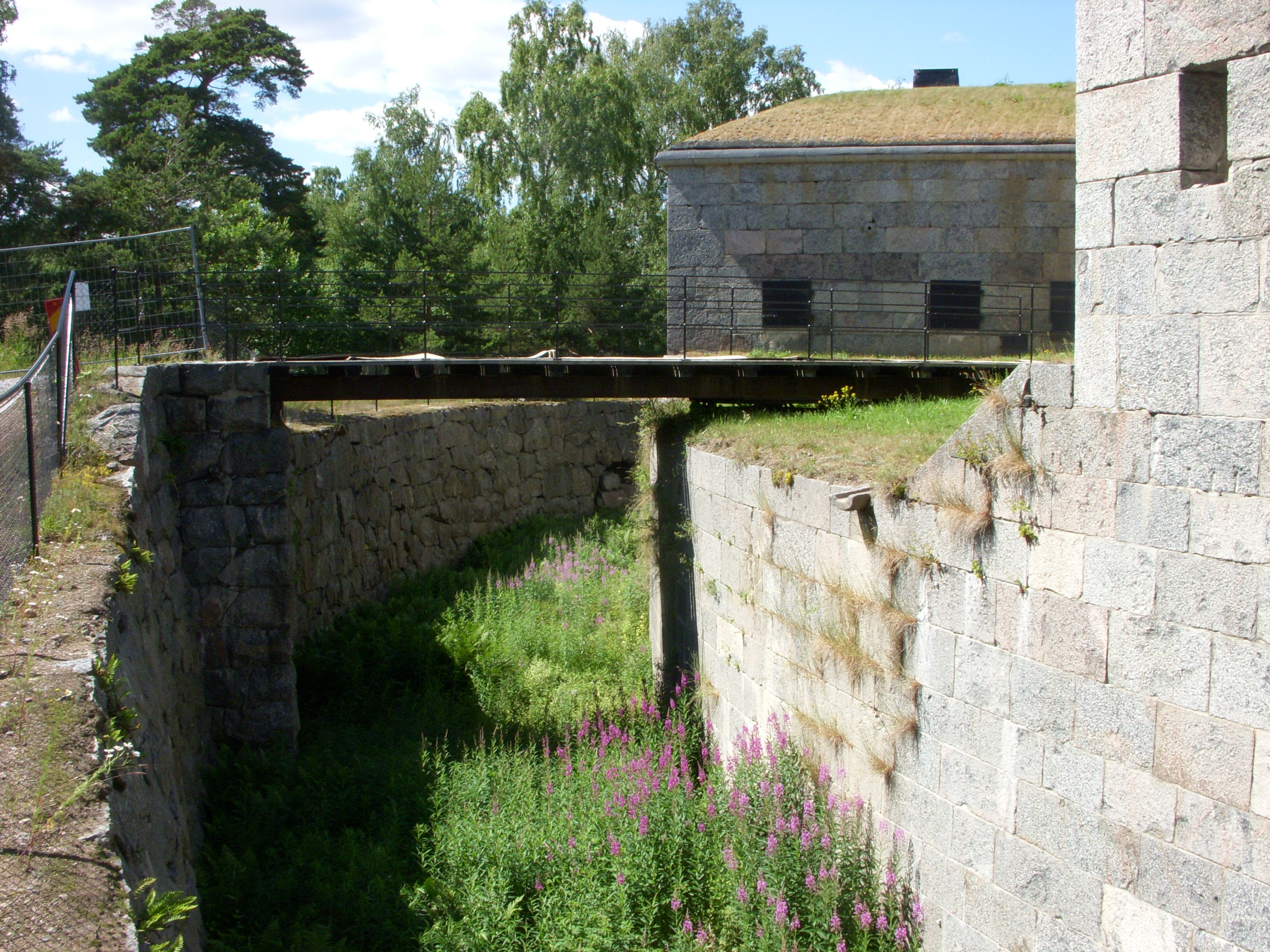
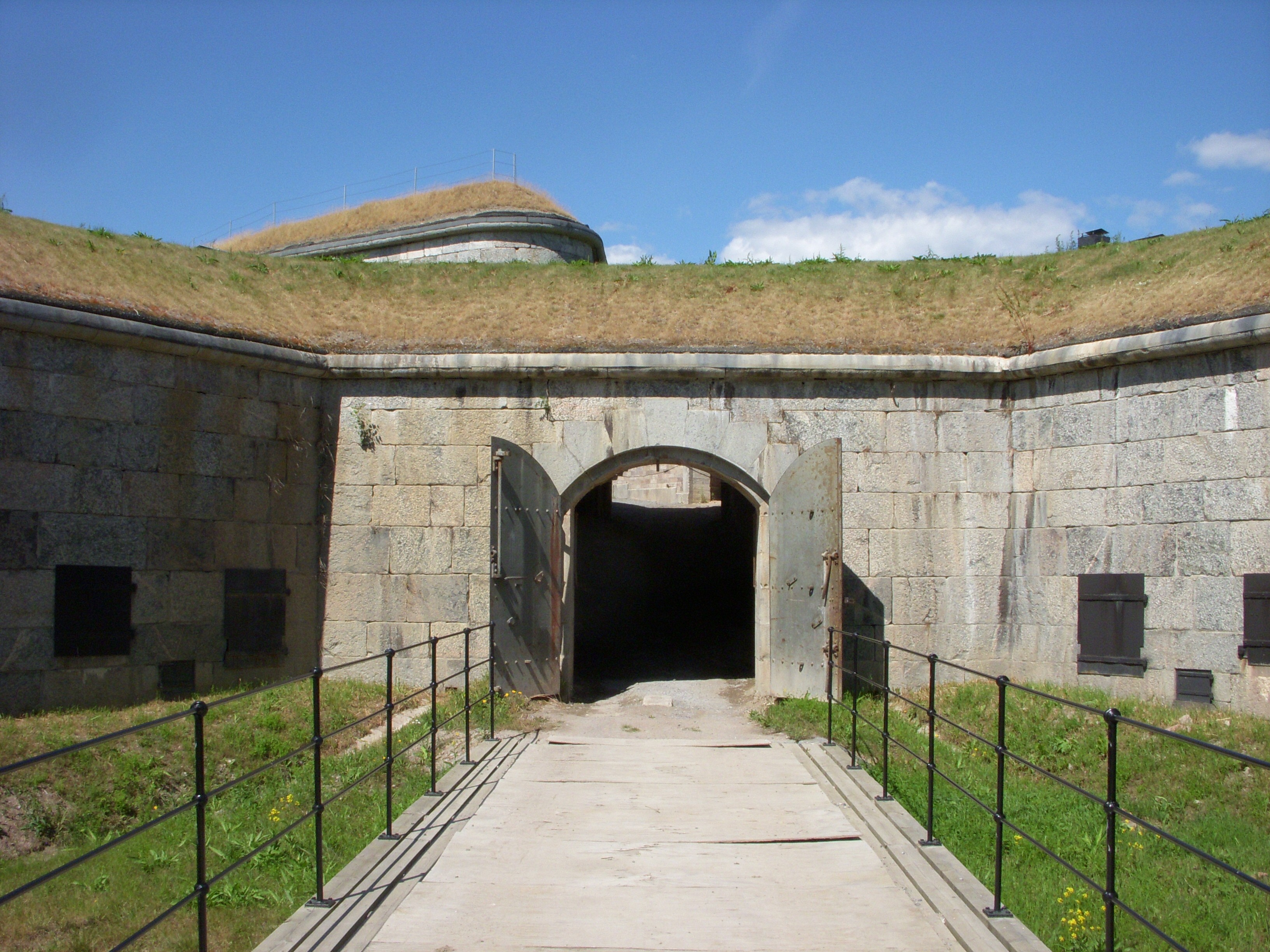
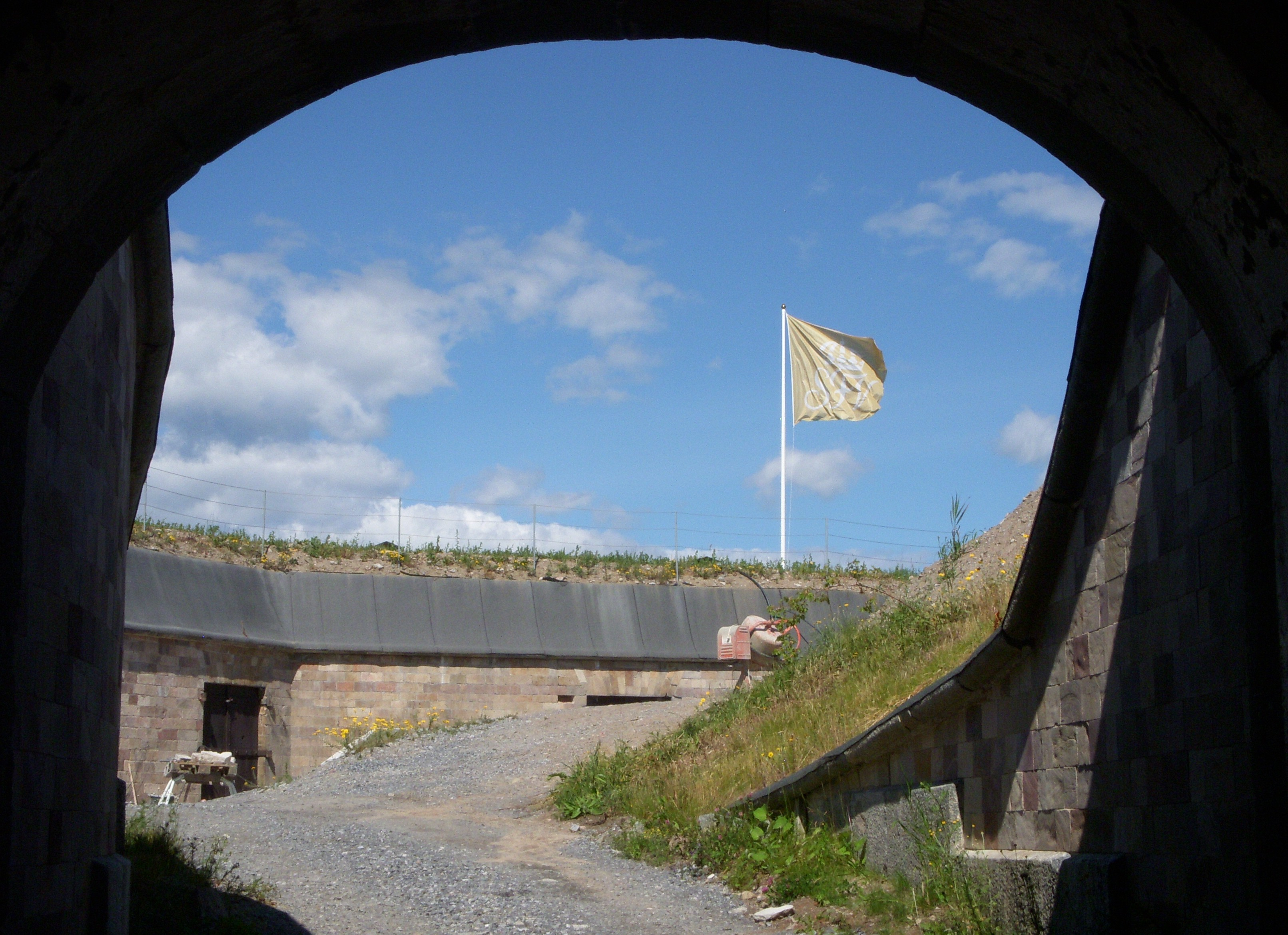